# Schumacheria
Schumacheria é um género botânico pertencente à família Dilleniaceae.

## Espécies
- Schumacheria alnifolia Hook.f. & Thoms.
- Schumacheria castanaefolia

1. ↑  «Schumacheria — World Flora Online». www.worldfloraonline.org. Consultado em 19 de agosto de 2020